# عزلة ذو زيد (الجوف)

تعديل مصدري - تعديل

عزلة ذو زيد هي إحدى عزل مديرية برط العنان في محافظة الجوف اليمنية ويبلغ تعداد سكانها 6489 نسمة حسب التعداد السكاني في اليمن لعام 2004.

## روابط خارجية
- الجهاز المركزي للإحصاء بالجمهورية اليمنية
- المركز الوطني للمعلومات باليمن
- World Gazetteer:Yemen
- الدليل الشامل